# Vittingen, Södermanland
Vittingen är en våtmark, tidigare sjö i Gnesta kommun i Södermanland och ingår i Trosaåns huvudavrinningsområde.